# Вільшани (Хмельницький район)
Вільша́ни — село в Україні, у Волочиській міській територіальній громаді Хмельницького району Хмельницької області. Населення становить 7 осіб.

## Географія
Село розташоване на лівому березі річки Збруч.

## Історія
У 1906 році хутір Авратинської волості Старокостянтинівського повіту Волинської губернії. Відстань від повітового міста 75 верст, від волості 18. Дворів 1, мешканців 4.
7 (20) листопада 1917 року, відповідно до Третього Універсалу Української Центральної Ради, увійшло до складу Української Народної Республіки.
12 червня 2020 року, відповідно до розпорядження Кабінету Міністрів України № 727-р «Про визначення адміністративних центрів та затвердження територій територіальних громад Хмельницької області», увійшло до складу Волочиської міської громади.
19 липня 2020 року, в результаті адміністративно-територіальної реформи та ліквідації Волочиського району, увійшло до складу новоутвореного Хмельницького району.